# Apamea washingtonensis
Apamea washingtonensis là một loài bướm đêm trong họ Noctuidae.